# HardBall!
HardBall! è un videogioco di baseball del 1985 sviluppato e pubblicato da Accolade per Commodore 64, convertito negli anni seguenti per diversi home computer e nel 1991 per Sega Mega Drive. Il gioco è il primo titolo dell'omonima serie di videogiochi sportivi.